# Argalìa
Argalìa è nel ciclo carolingio il principe del Catai, figlio di Galafrone e fratello di Angelica.
Nell’Orlando innamorato Argalìa si reca in Occidente in cerca di Angelica, al fine di riportarla nel Catai. Viene sfidato a duello nella selva delle Ardenne da Ferraù, uno dei più importanti re saraceni, che di Angelica è innamorato (ma non corrisposto). Sarà Ferraù a trionfare, trafiggendo con la spada il nemico all'inguine. Argalìa, morente, gli chiede come ultimo desiderio quello di essere da lui sepolto in un fiume con tutta l'armatura. Ferraù si dice disposto a esaudirlo, ma non lo farà pienamente, trattenendo con sé infatti l'elmo. Nell’Orlando furioso il saraceno verrà per questo perseguitato dal fantasma di Argalìa.